# Bécarde à nuque blanche
Xenopsaris albinucha
Espèce
Statut de conservation UICN

 LC  : Préoccupation mineure
La Bécarde à nuque blanche (Xenopsaris albinucha) est une espèce d'oiseaux de la famille des Tityridae.

## Répartition et sous-espèces
Selon la classification de référence du Congrès ornithologique international (version 15.1, 2025) :
- Xenopsaris albinucha minor Hellmayr, 1920 — Venezuela, Guyana et Roraima
- Xenopsaris albinucha albinucha (Burmeister, 1869) — centre/est de l'Amérique du Sud.